# Microsynanthedon tanala
Microsynanthedon tanala là một loài bướm đêm thuộc họ Sesiidae. Nó được biết đến ở châu Phi.